# Близкоизточен театър (Първа световна война)
Близкоизточният театър на Първата световна война е място на военни действия между 29 октомври 1914 и 30 октомври 1918. Воюващите страни са
Османската империя, подпомогната от другите Централни сили, и англичаните и руснаците от Антантата. Има пет основни кампании: в Синай и Палестина, в Месопотамия, в Кавказ, Персия и Галиполи. Освен тях с по-малко значение са кампаниите в Северна Африка и Южна Арабия, както и Арабското въстание. Освен редовната армия във войната вземат участие и т.нар. асиметрични сили, като на страната на Антантата са участниците в Арабското въстание и арменската милиция, която е част от арменската съпротива. Впоследствие арменските участници формират армията на Демократична република Армения през 1918 г. Този военен театър обхваща най-голяма площ в сравнение с останалите.